# Juan Flórez Posada

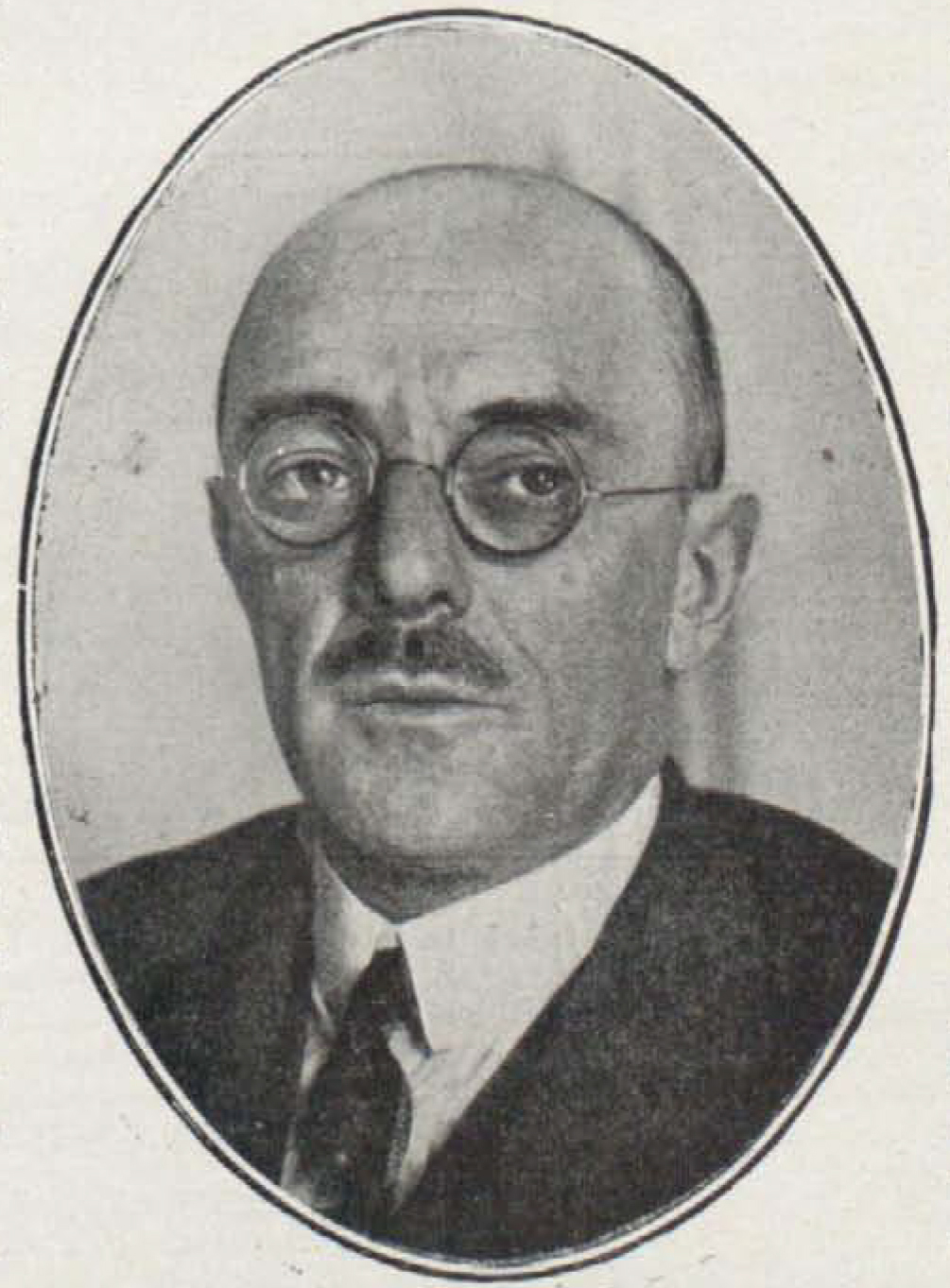
Retrato de Juan Flórez Posada publicado en 1924

Juan Flórez Posada (León, 1877-Las Rozas, 1933) fue un ingeniero y político español. 

## Biografía
De familia llanisca, estaba emparentado con Posada Herrera. Finalizó en 1900 los estudios de Ingeniería Industrial en la Escuela de Barcelona, cursando estudios posteriores en Bélgica, en la Escuela Montefiore. Catedrático de la Escuela Central de Ingenieros Industriales, de la que llegó a ser director, publicó, una obra sobre Generalidades y empleo de las corrientes trifásicas. En el ámbito administrativo ocupó importantes cargos. Al crearse la Dirección General de Comercio, Industria y Navegación en el Ministerio de Fomento, fue designado asesor de la misma. Pasó después al nuevo Ministerio de Trabajo, Comercio e Industria como jefe superior de Industria, y se le encomendó dicha cartera en 1923, ya con el Directorio Militar. De su amplia labor es destacable el impulso que imprimió a la enseñanza industrial en sus distintos grados, y en este aspecto inauguró un gran número de centros dedicados a ella. Colaboró activamente en la conformación de las Asociaciones de Ingenieros Industriales, y desempeñó el cargo de presidente de la Junta Superior de la Asociación Nacional de Ingenieros Industriales. Falleció en un accidente de circulación en la carretera de La Coruña, a la altura de las Rozas.